# Forêt du Mesnil
La forêt du Mesnil est une forêt domaniale située à Mesnil-Roc'h et au Tronchet dans le département d'Ille-et-Vilaine. Elle couvre une superficie de 603 hectares.

## Géographie
La forêt occupe principalement le territoire de la commune du Tronchet (242 hectares) à l'ouest, et s'étend aussi sur les communes limitrophes de Tressé à l'est (197 hectares), Saint-Pierre-de-Plesguen au sud (146 hectares), et Miniac-Morvan au nord (18 hectares).
On la distingue de la forêt communale du Tronchet, qui, situé dans la continuité nord de la forêt domaniale, s'étend sur une superficie d’environ 100 hectares.
La forêt est traversée du nord au sud par la route départementale 73 qui relie Combourg à Saint-Malo, ainsi que d'est en ouest par la route départementale 9 qui joint Le Tronchet à Tressé.
Des chemins forestiers découpent la forêt plusieurs carrefours en étoile (le Pertuis aux Chevreuils, le Jardin d'Amour). Caractéristiques du XVIIIe siècle, ces carrefours favorisaient notamment le déplacement des équipages de chasse à courre.

## Histoire
Le mot Mesnil viendrait du mot maison. La forêt fut la propriété de Robert Surcouf, corsaire malouin, qui l’avait achetée pour y chasser et faire construire un pavillon de chasse. En 1933, l’État achète la forêt, qui devient domaniale et gérée de nos jours par l'Office national des forêts (ONF).

## Activités
La forêt est exploitée en sylviculture avec un volume de 4 000 m3 de bois abattus annuellement. 
21 km de sentiers de randonnées sont balisés et entretenus par la communauté de communes Bretagne Romantique. 
La forêt est bordée par le golf de Saint-Malo, Le Tronchet. 

## Faune et flore
La forêt est composée aux trois quarts de feuillus avec une majorité de chênes rouvres et de hêtres. Le reste est planté de résineux comme des pins sylvestres ou des épicéas.
La richesse floristique est marquée par la présence de muguets de mai, d'épipactis et de renoncules. Ces espèces sont inscrites sur la liste des espèces végétales menacées dans le massif armoricain.
La faune est abondante au niveau des oiseaux (pouillots siffleurs, engoulevents d'Europe et pics mars) et des amphibiens (lissotritons vulgaris et tritons alpestre).
Enfin la forêt abrite des chevreuils, sangliers, lapins, renards, blaireaux, etc.

## Sites remarquables

### La Maison des Fées
Située à la frange ouest de la forêt, la Maison des Fées est une allée couverte classée au titre des monuments historiques en 1889. Elle a été fouillée et restaurée en 1931.

### Le lac de Mireloup
La forêt est bordée au nord par le lac de Mireloup. Un barrage en béton, inauguré le 15 décembre 1976 à la suite de la sécheresse de 1976 en Europe, a créé une retenue de 20 hectares, barrant le passage de la rivière Meleuc. Avec 1,3 million de m3, le lac, avec l’étang de Beaufort à Plerguer, est un des réservoirs qui alimentent en eau potable la ville de Saint-Malo.

### Le Haut Mesnil
En lisière de la forêt, le long de la RD 73, le château du Haut-Mesnil est une construction de type malouinière construit en 1848 par Adolphe Surcouf, l'un des fils de Robert Surcouf. Ce dernier avait fait construire dans le parc du château un garde manger pour conserver le gibier issus de ses chasses. Une chapelle édifié en 1875 y est adjoint. Une association veille à son entretien et propose parfois des visites.

### Le Mesnil des Bois
Dans ce hameau situé en plein cœur de la forêt, un premier manoir en granite, flanqué d'une tour abritant un escalier à vis, a été construit au milieu du XVIe siècle.
Une deuxième construction, en face de la première, est une demeure imposante en moellon de granite de Lanhélin, ayant été occupé par la famille Surcouf. Une chapelle bénie en 1866 a été édifiée à proximité.